# Camille Droguet
Camille Droguet (née le 15 juin 1999) est une joueuse française de basket-ball évoluant au poste d’arrière et d’ailière.

## Biographie
Camille Droguet débute le basket à Beaumont-lès-Valence (Drôme) avant de rejoindre le centre de formation de l’Asvel où elle sera championne de France LFB 2019. Riche d’une expérience au plus haut niveau, elle rebondit la saison suivante en LF2 à la Tronche-Meylan où elle y passera 2 saisons. En 2021 elle part en Lituanie à Vilnius pour effectuer son année à l’étranger nécessaire à ses études, et par la même occasion remporte le championnat national. Elle mène des études pour devenir ingénieure à l’INSA Lyon, diplôme qu'elle obtient. Elle revient une saison à La Tronche-Meylan avant de signer au Tarbes Gespe Bigorre en 2023 où elle joue toujours et est la capitaine.
Elle est sélectionnée en équipe de France à trois pour disputer la coupe d’Europe 2024.
À la suite des forfaits pour blessure de Marine Johannès, Iliana Rupert et Carla Leite, elle est appelée en novembre 2024, en compagnie de sa coéquipière tarbaise Jess-Mine Zodia, pour intégrer l’équipe de France lors de la fenêtre de qualification pour l’Euro 2025. Elle honore ainsi sa première sélection en équipe sénior le 7 novembre 2024 à Caen contre Israël, où elle inscrit ses 3 premiers points.

## Palmarès

### En club
- Championne de France : 2019
- Championne de Lituanie: 2022

### En équipe nationale

#### À cinq
- Médaillée de bronze au championnat d’Europe U20 en 2019

#### À trois
- Finaliste de la coupe d’Europe 2024
- Vainqueuse de la Coupe du Monde U23 en 2022 (en)
- Médaille d’argent au Jeux méditerranéens de 2022
- Vainqueuse de la Nations League (U23) : 2021, 2022

### Récompenses Individuelles
- First Pick All Star LFB : saison 2024-2025